# Alfred Piffl
Alfred Piffl (* 13. Juni 1907 in Gersdorf an der Adler, Mähren, Österreich-Ungarn; † 16. Juni 1972 in Bratislava, Tschechoslowakei) war ein tschechischer Architekt, Bauhistoriker und Denkmalschützer.

## Leben
Alfred Piffl wurde am 13. Juni 1907 als Sohn von Josef Piffl (* 1865, † 1936) und dessen Ehefrau Anna geb. Slabá (* 1884, † 1967) geboren; er wuchs jedoch bei seinen Großeltern auf. Diese erkannten schon früh sein zeichnerisches Talent und  ermöglichten ihm auch einen Besuch in den Gymnasien von Pardubitz und Böhmisch Trübau, wo er am 19. Juni 1925 sein Abitur ablegte. Danach studierte er an der Technischen Hochschule Prag Architektur und Bauwesens. Nach Beendigung des Studiums und Ableistung des Militärdienstes arbeitete er bei der Firma Baťa in Zlín als Designer.
Im Jahre 1934 begann Piffl eine Tätigkeit am Staatlichen Archäologischen Institut in Prag, wo er seine Liebe zu Archäologie entdeckte, die sein ganzes Leben lang anhielt. Er beteiligte sich an mehreren archäologischen Ausgrabungen in seinem Heimatland. Parallel dazu begann er an einer Dissertation zur "Geschichte der Architektur" zu arbeiten. Seine Promotionsschrift verteidigte er im Jahre 1938 mit Auszeichnung.
Im Jahre 1939 heiratete er Božena geb. Drahá (* 1912, † ?). Aus dieser Ehe gingen die Söhne Lukas und Jan (* 1943) hervor.
Während des Zweiten Weltkrieges arbeitete Piffl bei verschiedenen Institutionen als Bauingenieur. Eine Zeit lang war er beim Bauamt von Bilin beschäftigt und Verwalter der Güter des Fürsten Lobkowitz. In den Jahren 1946 und 1947 sammelte er das Kulturgut der aus Aussig an der Elbe und Umgebung anhand der Beneš-Dekrete vertriebenen Deutschen und rettete es somit vor Plünderung und Diebstahl.
Parallel zu seiner Tätigkeit in Aussig an der Elbe hielt er Vorlesungen über die Geschichte der Architektur des Altertums an der Technischen Hochschule in Prag. Im Juni 1946 reichte er seine Habilitationsschrift ein. Anfang 1947 bewarb er sich um eine Professur an der Technischen Hochschule Bratislava (SVŠT - Slovenská vysoká škola technická) für den Lehrstuhl der "Geschichte der Architektur" in Bratislava. Unter fünf Bewerbern konnte Alfred Piffl sich durchsetzen und so wurde er mit Wirkung zum 1. April 1947 'primo et unico loco' zum ordentlichen Professor für die Geschichte der Architektur an dieser Hochschule ernannt. Gleichzeitig wurde er auch Leiter des Instituts für die Geschichte der Architektur (slow. Ústav dejín architektury).

### Wiederaufbau des Preßburger Schlosses
Das Preßburger Schloss, charakterliches Wahrzeichen der Stadt Preßburg und einer der Sitze der Ungarischen Könige fiel einer Feuersbrunst zu Opfer. Am 28. Mai 1811 brannte es vollkommen aus und stand nahezu 150 Jahre lang als Ruine. Im Laufe der Zeit wurden verschiedene Versuche des Wiederaufbaus unternommen, die jedoch sämtlich scheiterten. Eine Zeit lang wurden auch Überlegungen angestellt, die Ruine gänzlich zu beseitigen, was jedoch zu Widerständen der Bevölkerung Preßburgs führte, da diese die Schlossruine als eines der Wahrzeichen der Stadt Preßburg betrachtete.

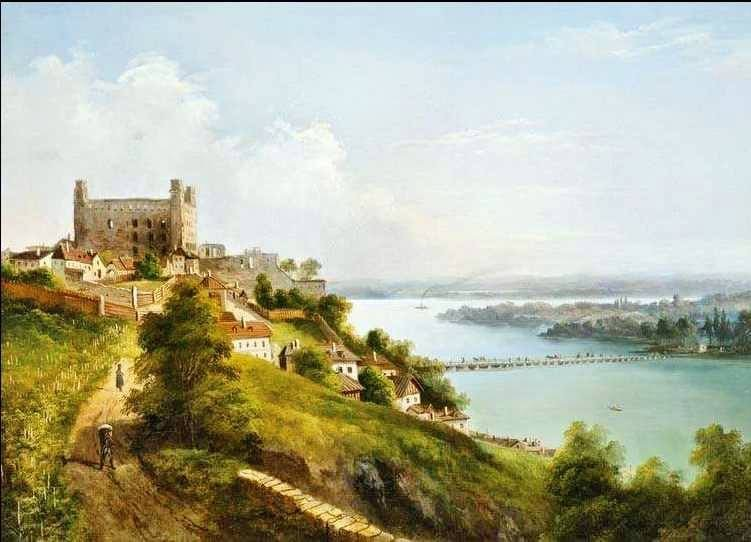
Ruine des Preßburger Schlosses mit Donau (Gemälde eines unbekannten Malers in Anlehnung an einen Stich von Ludwig Rohbock aus dem Jahre 1864)

Alfred Piffl war ein begeisterter Bauhistoriker und Liebhaber alter Baudenkmäler. Deshalb regte er, gemeinsam mit dem slowakischen Maler Janko Alexy, an, eine Rekonstruktion und anschließend den Wiederaufbau des Preßburger Schlosses durchzuführen. Nach zahlreichen Voruntersuchungen gemeinsam mit seinen Studenten stellte er fest, dass die vorhandene Bausubstanz des Schlosses statisch in Ordnung sei und dadurch durchaus eine Rekonstruktion möglich machen würde. Deshalb begann Piffl im Frühjahr 1953  Vermessungsarbeiten an der Schlossruine durchzuführen. Anhand weiterer Untersuchungen kam man zu dem Beschluss, das Schloss im Stil des Theresianischen Umbaues aus dem Jahre 1760 zu rekonstruieren. Nach entsprechenden Vorarbeiten legte Piffl den ersten Entwurf einer Rekonstruktion im Jahre 1955 den zuständigen Behörden vor. Im Jahre 1956 wurde unter Leitung von Alfred Piffl mit den Bauarbeiten am Schloss begonnen. Gleichzeitig wurden im Jahre 1958 umfangreiche archäologische Untersuchungen durchgeführt. Die Rekonstruktionsarbeiten am Schlosspalais wurden trotz der Verhaftung von Piffl nicht eingestellt, sondern fortgesetzt und wurden erst 1968 abgeschlossen und der Öffentlichkeit übergeben. Die Arbeiten an den Außenanlagen der Schlossumgebung dauerten noch nach dem Jahr 1968 an. Der rekonstruierte barocke Schlossgarten wurde erst 2016 der Öffentlichkeit übergeben.

### Verurteilung und Gefängnis
Die Arbeiten an der Rekonstruktion des Preßburger Schlosses nahmen im Jahre 1957 für Professor Piffl ein jähes Ende. Am 9. August 1957 wurde er verhaftet. Für Piffl wurde ein Schauprozess veranstaltet, in welchem er der "Verleumdung einer befreundeten Macht" angeklagt wurde. Außerdem beschuldigte man ihm, dass er durch den tiefen Schlossbrunnen über einen geheimen Gang Wertgegenstände an die Familie seines Verwandten Friedrich Piffl geschmuggelt haben sollte. Die Gründe, welche die damaligen kommunistischen Machthaber dazu bewogen, Alfred Piffl abzuurteilen, sind nachträglich nur sehr schwer nachvollziehbar. Alfred Piffl wurde zu zweieinhalb Jahren Kerkerhaft verurteilt. Nach dem Tode des Präsidenten Antonín Zápotocký im November 1957 wurde dieses Strafmaß im Rahmen einer Amnestie auf zwei Jahre abgesenkt.
Nach seiner Entlassung aus der Haftanstalt 1959 wurde er aller seiner Ämter enthoben und es wurden ihm sämtliche akademischen Titel aberkannt. Das Betreten seines ehemaligen Arbeitsplatzes an der Technischen Hochschule wurde ihm verboten. Nach der Haftentlassung arbeitete Piffl anfangs als Bauarbeiter in einem Werk zur Herstellung von Fertigplatten für Plattenbauten, später als einfacher Angestellter beim Bauamt in Bösing. Erst kurz vor dem Ende seines Lebens durfte er zur Archäologie zurückkehren. In dieser Zeit dokumentierte er die archäologischen Funde der Thebener Burg sowie des Römerkastells Gerulata. Auch die in Bratislava nicht mehr existierenden Gassen (Schlossgrund, altstädtischer Fischplatz usw.), die wegen des Baues der Brücke des 'Slowakischen Nationalaufstandes' demoliert wurden, erfasste er vor ihrer Zerstörung dokumentarisch.
Alfred Piffl starb am 13. Juni 1972 in Bratislava im Alter von 65 Jahren an den Folgen eines Schlaganfalls.
Alfred Piffl war Autor mehrerer Fachbücher und hinterließ Hunderte von Bildern, Zeichnungen und Lithographien.
Nach der Samtenen Revolution wurde er rehabilitiert. Im Jahre 1991 wurde in Bratislava eine Straße nach ihm benannt. 2007 erhielt er posthum in memoriam den Ehrenpreis seiner Heimatstadt.